# Ісупова Неллі Миколаївна
Неллі Миколаївна Ісу́пова (нар. 1 березня 1939, Ставрополь) — українська художниця декоративної кераміки; членкиня Спілки радянських художників України з 1975 року. Лауреатка премій імені Сергія Колоса за 2006 рік та імені Катерини Білокур за 2012 рік. Мати художників Сергія та Іллі Ісупових.

## Біографія
Народилася 1 березня 1939 року в місті Ставрполі (нині Росія). Протягом 1956—1961 років навчалася в Одеському художньому училищі у Івана Гончаренка, Діни Клювгант. Дипломна робота — набір для млинців (майоліка, керівниця В. М. Лобанов).
Упродовж 1961—1975 років працювала провідною художницею на Васильківському майоліковому заводі. Член КПРС з 1965 року. Одночасно у 1970—1980 роках співпрацювала як художниця-монументалістка з Володимиром Ісуповим. У 1987—1988 очолювала творчі групи художників декоративно-ужиткового мистецтва у Будинку творчості Спілки художників України «Седнів» у смт Седневі Чернігської області. 1988 року стала співзасновницею та у 1998—2000 роках очолювала галерею сучасного мистецтва «Триптих» у Києві. Жила у Києві в будинку на вулиці Лютеранській, № 11, квартира № 20 та в будинку на вулиці Антоновича, № 41, квартира № 6.

## Творчість
Працювала в галузі художньої кераміки. На Васильківському майоліковому заводі виконала:
вази
- «Півні» (1966);
- «Червона армія найсильніша...» (1967);
- «Мистецтво належить народу» (1969—1970);
- «Трактористи»;

кубки
- «Запорозький» (1966);
- «Ювілейний» (1967);
- «Весільний» (1969—1970);
- «Гілка» (1974);

миски
- «Півень-забіяка» (1967);
- «Сад-виноград» (1969);

набори для салату
- «Оливковий» (1970);
- «Святковий» (1975);

тарілки
- «Козак Мамай» (1970);
- серія «Цирк» (1971);
- «Листочки» (1974).

Також виготовляла фляги, декоративний кахель «Васильківські мотиви» (1973), сувеніри.
Серед пізніших робіт:
- декоративна скульптура «Весняний птах» (2000);
- «Півник» (2006; майоліка, поливи, ліплення);
- декоративний стілець «Вітер» (2007; майоліка, поливи, ліплення);

композиції
- «Передчуття весни» (1989; кольорові глини, авторська техніка, високотемпературний виплав);
- «Птах секретар» (1997);
- «Райські кущі» (2000);
- «Кольорові думки» (2002);
- «Пісні про кохання» (2008);
- «Птахи щастя» (2008);
- «Сонце» (2009);
- «Смішні звірі» (2009);

серії
- «Завітай до мого саду» (1998—2008);
- «Думай не головою, а серцем» (2015).

Створювала оригінальні фігурні посудини у вигляді жартівливих риб, птахів, рослин, дерев, квітів.
Брала участь у всеукраїнських та міжнарних художніх виставках з 1983 року. Персональні виставки проходили у Києві протягом 1987—2009 років.
Роботи художниці зберігаються в Київському музеї українського народного декоративного мистецтва, Сумському, Полтавському, Хмельницькому художніх музеях, Музеї кераміки «Кусково» у Москві.